# Tom Nordbloms
Tom Nordbloms, även Tom Nordbloms popquintet eller Tom Nordbloms orkester, var ett svenskt dansband som var aktivt under 1960- och 1990-talen.

## Historik
Tom Nordblom och Karl-Gustav Kling började spela ihop i Rabbalshede och Hällevadsholm. De fortsatte att utveckla musiken med kompisar och till slut skapades: Tom Nordbloms orkester och under detta namn turnerade man sedan under ett flertal år. Orkesterns sättning var: Tom Nordblom och Karl-Gustav Kling gitarr, Karl-Erik Hansson bas, Bert Eriksson orgel och Per-Olof Johansson trummor. 
Numera är Tom Nordblom aktiv som soloartist, allsångsledare och konferencier. Dansbandet har dock vid enstaka musikevenemang återförenats, och man har då spelat sin gamla repertoar som Tom Nordbloms slog igenom med under 1960- och 1990-talen, som under Torsbys Rockfestival 2007.

## Konserter
Bandet gjorde förutom turnéer i Sverige även turnéer i Norge. 

## Diskografi och låtar
Bandet gjorde ett flertal skivor. År 1966 gjorde man skivdebut på Sonet med En liten gulnad lapp som blev orkesterns största skivsuccé. Genom skivproducenten Owe Midner hamnade man sedan på Rival där LP:n En lördagskväll i Folkets Park släpptes året därpå. Under tre dagar i Diekes inspelningsstudio i Stockholm spelade man in samtliga spår för albumet.
Gruppen skrev ofta om sin egen verklighet i sina låttexter. Låten Minnenas väg handlar till exempel om vägen mellan Uddevalla och Frändefors. En liten sliten nallebjörn sägs Tom Nordblom fortfarande ha i en låda uppe på vinden. I slalombacken handlar om spelningar i Norges fjällvärld med skidutrustning i bagaget och Lelångebanan (Uddevalla–Lelångens Järnväg) är en smalspårig järnväg, som gick genom Dalsland till Bengtsfors, men som numera är nedlagd.
Tom Nordbloms orkester spelade in åtta singelskivor, en Ep-skiva, tre LP-skivor och senare en CD-skiva med spår från tidigare inspelningar.
Som soloartist har även Tom Nordblom spelat in en CD 1998 "Hört & Förstört!??" Låtar jag tycker om att sjunga. CD:n består av 25 spår, bland annat låten "Vid Gullmarens strand" som Harry Blomqvist skapat både med text och musik. Låtar av Lasse Berghagen, Thore Skogman, Gösta Linderholm, Mats Paulson och Lars Severinsson finns också med på CD:n.
Som soloartist har Tom Nordblom spelat och uppträtt på musikfestivaler i bland annat i USA, Polen,Tyskland, Danmark och Kina.